# Berenguer Folc
Berenguer Folc o Berenguer Bernat fou abat del monestir de Sant Cugat (1091-1103) i bisbe de Barcelona (1100-1106).
Després de la mort de l'abat Pere l'any 1089, estigué dos anys vacant l'abadia fins que el 1091 els monjos elegiren per abat Berenguer Folc, de la sang dels comtes de Barcelona, que a la seva vellesa fou bisbe de Barcelona a la vegada que abat del monestir.
Sent bisbe de Barcelona obtingué de Ramon Berenguer III la unió i subjecció dels monestirs de Santa Cecília de Montserrat i de Sant Llorenç del Munt al monestir de Sant Cugat, i una butlla del papa Urbà II en la qual es confirmaven totes les possessions i privilegis del monestir, comptant-se entre les primeres els monestirs de Sant Llorenç, Sant Pau del Camp, Santa Cecília de Montserrat i Sant Salvador de Breda, i diversos priorats regulars.